# Athlītikī Enōsis Kōnstantinoupoleōs 2023-2024
Questa voce raccoglie le informazioni riguardanti l'AEK Atene nelle competizioni ufficiali della stagione 2023-2024.

## Maglie e sponsor
Il fornitore tecnico per la stagione 2023-2024 è Nike, mentre lo sponsor ufficiale è Pame Stoixima.
| 1ª divisa | 2ª divisa | 3ª divisa |

## Organigramma societario
La disposizione delle sezioni e la presenza o meno di determinati ruoli può essere variata in base a spazi occupati e dati in possesso.
Consiglio di amministrazione
- Presidente: Evangelos Aslanidis
- Vice presidenti: George Kosmas, Alexis Alexiou
- Amministratore delegato: George Kosmas
- Amministratore: Ioannis Tsoutsas, Antonis Pavlakis
- General Manager: Angeliki Arkadi
- Direttore generale: Panagiōtīs Kone

Area tecnica
- Direttore sportivo: Bruno Alves
- Direttore tecnico: Radosław Kucharski
- Responsabile sett. giovanile: Nikolaos Georgeas
- Allenatore: Matías Almeyda
- Allenatori in seconda: Omar Zarif, Daniel Vega
- Preparatori atletici: Pantelis Koustoubekis, Guido Bonini
- Preparatore dei portieri: Xavi Valero
- Analisi video: Giannis Antonopoulos
- Osservatore: Dimitrios Xouris, Stamoulis Petrou

Area sanitaria
- Responsabile: Pantelis Nikolaou
- Fisioterapisti: Fabio Álvarez

## Rosa
Dati aggiornati al 3 febbraio 2024.
| N. |                              | Ruolo | Calciatore               |
| -- | ---------------------------- | ----- | ------------------------ |
| 1  | Serbia (bandiera)            | P     | Cican Stanković          |
| 2  | Camerun (bandiera)           | D     | Harold Moukoudi          |
| 4  | Polonia (bandiera)           | C     | Damian Szymański         |
| 5  | Marocco (bandiera)           | A     | Nordin Amrabat           |
| 6  | Danimarca (bandiera)         | C     | Jens Jønsson             |
| 7  | Trinidad e Tobago (bandiera) | A     | Levi García              |
| 8  | Serbia (bandiera)            | C     | Mijat Gaćinović          |
| 9  | Paesi Bassi (bandiera)       | A     | Tom van Weert            |
| 10 | Svizzera (bandiera)          | C     | Steven Zuber             |
| 11 | Argentina (bandiera)         | A     | Sergio Araujo (capitano) |
| 12 | Grecia (bandiera)            | D     | Lazaros Rota             |
| 13 | Messico (bandiera)           | C     | Orbelín Pineda           |
| 14 | Argentina (bandiera)         | A     | Ezequiel Ponce           |
| 15 | Slovenia (bandiera)          | D     | Žiga Laci                |
| 17 | Grecia (bandiera)            | D     | Stavros Pīlios           |
| 18 | Perù (bandiera)              | D     | Alexander Callens        |
| 19 | Svezia (bandiera)            | C     | Niclas Eliasson          |
| 20 | Grecia (bandiera)            | C     | Petros Mantalos          |
| 21 | Croazia (bandiera)           | D     | Domagoj Vida             |

| N. |                                 | Ruolo | Calciatore                |
| -- | ------------------------------- | ----- | ------------------------- |
| 22 | Spagna (bandiera)               | C     | Paolo Fernandes           |
| 23 | Austria (bandiera)              | C     | Robert Ljubičić           |
| 24 | Grecia (bandiera)               | D     | Gerasimos Mītoglou        |
| 25 | Grecia (bandiera)               | C     | Kōstas Galanopoulos       |
| 28 | Iran (bandiera)                 | D     | Ehsan Hajsafi             |
| 29 | Francia (bandiera)              | D     | Djibril Sidibé            |
| 30 | Grecia (bandiera)               | P     | Geōrgios Athanasiadīs     |
| 35 | Grecia (bandiera)               | A     | Michail Kosidis           |
| 37 | Bosnia ed Erzegovina (bandiera) | D     | Vedad Radonja             |
| 39 | Grecia (bandiera)               | P     | Panagiotis Ginis          |
| 55 | Grecia (bandiera)               | D     | Konstantinos Chrysopoulos |
| 61 | Grecia (bandiera)               | P     | Vasilios Chatziemmanouil  |
| 63 | Ghana (bandiera)                | P     | Rockson Yeboah            |
| 70 | Messico (bandiera)              | C     | Rodolfo Pizarro           |
| 90 | Angola (bandiera)               | A     | Zini                      |
| 96 | Guinea-Bissau (bandiera)        | C     | Lamarana Jallow           |
| 99 | Grecia (bandiera)               | P     | Georgios Theocharis       |
| 3  | Iran (bandiera)                 | D     | Milad Mohammadi           |

## Calciomercato

### Sessione estiva
| Acquisti         | Acquisti                  | Acquisti           | Acquisti                   |
| R.               | Nome                      | da                 | Modalità                   |
| ---------------- | ------------------------- | ------------------ | -------------------------- |
| C                | Orbelín Pineda            | Celta Vigo         | definitivo (6,5 milioni €) |
| A                | Ezequiel Ponce            | Elche              | definitivo (3,5 milioni €) |
| D                | Konstantinos Chrysopoulos | Arīs Salonicco     | definitivo (800 mila €)    |
| A                | Zini                      | Primeiro de Agosto | definitivo (350 mila €)    |
| C                | Rodolfo Pizarro           | Inter Miami        | definitivo (gratuito)      |
| D                | Stavros Pīlios            | PAS Giannina       | definitivo (gratuito)      |
| D                | Alexander Callens         | Girona             | prestito                   |
| C                | Lamarana Jallow           | Elite United       | prestito                   |
| D                | Rockson Yeboah            | YAP                | prestito                   |
| A                | Christos Albanis          | FC Andorra         | fine prestito              |
| Altre operazioni |                           |                    |                            |
| R.               | Nome                      | da                 | Modalità                   |
| D                | Stratos Svarnas           | Raków Częstochowa  | fine prestito              |
| D                | Clément Michelin          | Bordeaux           | fine prestito              |

| Cessioni         | Cessioni            | Cessioni          | Cessioni                 |
| R.               | Nome                | a                 | Modalità                 |
| ---------------- | ------------------- | ----------------- | ------------------------ |
| C                | Alexander Fransson  |                   | svincolato               |
| D                | Georgios Tzavellas  | Pendikspor        | definitiva (gratuita)    |
| A                | Christos Albanis    | FC Andorra        | definitiva               |
| A                | Theodosis Macheras  | Volo              | prestito                 |
| C                | Orbelín Pineda      | Celta Vigo        | fine prestito            |
| Altre operazioni |                     |                   |                          |
| R.               | Nome                | da                | Modalità                 |
| D                | Clément Michelin    | Bordeaux          | definitiva (1 milione €) |
| D                | Stratos Svarnas     | Raków Częstochowa | definitiva (800 mila €)  |
| C                | Giannis-Fivos Botos | Helmond Sport     | definitiva (gratuita)    |

### Sessione invernale
| Acquisti         | Acquisti           | Acquisti        | Acquisti                 |
| R.               | Nome               | a               | Modalità                 |
| ---------------- | ------------------ | --------------- | ------------------------ |
| C                | Robert Ljubičić    | Dinamo Zagabria | definitivo (4 milioni €) |
| A                | Theodosis Macheras | Volo            | fine prestito            |
| Altre operazioni |                    |                 |                          |
| R.               | Nome               | da              | Modalità                 |
|                  |                    |                 |                          |

| Cessioni         | Cessioni        | Cessioni        | Cessioni       |
| R.               | Nome            | a               | Modalità       |
| ---------------- | --------------- | --------------- | -------------- |
| D                | Milad Mohammadi | Adana Demirspor | definitivo (?) |
| Altre operazioni |                 |                 |                |
| R.               | Nome            | da              | Modalità       |
|                  |                 |                 |                |

## Risultati

### Souper Ligka Ellada

#### Fase regolare
| Arbitro: | Efstathios Gortsilas |

|               |           |            |
| Gaćinović 78’ | Marcatori | 1’ Aleksić |

| Arbitro: | Vangelis Manouchos |

|                        |           |                                            |
| Deletić 8’ Deletić 72’ | Marcatori | 32’ Jønsson 37’ Zuber 90+3’ (rig.) Amrabat |

| Arbitro: | Artur Soares Dias |

|           |           |              |
| Ponce 22’ | Marcatori | 38’ El Kaabi |

| Arbitro: | Simone Sozza |

|             |           |                      |
| Đuričić 10’ | Marcatori | 36’ Zuber 70’ Pineda |

| Arbitro: | Ioannis Papadopoulos |

|                                    |           |                      |
| Amrabat 31’ (rig.) Gaćinović 90+5’ | Marcatori | 89’ (rig.) Angielski |

| Arbitro: | Aristotelis Diamantopoulos |

|                       |           |  |
| Phellype 5’ Dicko 83’ | Marcatori |  |

| Arbitro: | Efstathios Gortsilas |

|                                |           |  |
| Vida 34’ Rota 36’ Moukoudi 88’ | Marcatori |  |

| Arbitro: | Anastasios Sidīropoulos |

|  |           |                                        |
|  | Marcatori | 45+3’ Eliasson 77’ Mohammadi 87’ Zuber |

| Arbitro: | Felix Brych |

|                         |           |  |
| Pineda 17’ Eliasson 54’ | Marcatori |  |

| Arbitro: | Petros Tsagkarakis |

|            |           |                         |
| Vafeas 85’ | Marcatori | 58’ (aut.) Schneiderlin |

| Arbitro: | Konstantinos Tsetsilas |

|                                             |           |  |
| García 10’ Araujo 36’ Mantalos 90+4’ (rig.) | Marcatori |  |

| Arbitro: | Aristotelis Diamantopoulos |

|  |           |          |
|  | Marcatori | 7’ Zuber |

| Arbitro: | Mohammed Al-Hakim |

|          |           |  |
| Vida 59’ | Marcatori |  |

| Arbitro: | Evangelos Manouhos |

|                                       |           |                        |
| João Pedro 37’ (rig.) Baldassarra 65’ | Marcatori | 2’ García 14’ Eliasson |

| Arbitro: | Anastasios Sidīropoulos |

|                               |           |                     |
| Thymianis 39’ Thymianis 90+4’ | Marcatori | 16’ Rota 45’ García |

| Arbitro: | Konstantinos Perakis |

|                                          |           |  |
| García 32’ García 51’ (rig.) Amrabat 74’ | Marcatori |  |

| Arbitro: | Boris Marhefka |

|              |           |                      |
| Masouras 44’ | Marcatori | 32’ García 40’ Zuber |

| Arbitro: | Mohammed Al-Hakim |

|                                |           |                             |
| García 24’ García 90+6’ (rig.) | Marcatori | 31’ Jedvaj 66’ Willian Arão |

| Arbitro: | Angelos Evangelou |

|  |           |                                                      |
|  | Marcatori | 2’ Ponce 15’ Ponce 35’ Callens 58’ Ponce 66’ Jønsson |

| Arbitro: | Anastasios Papapetrou |

|                                     |           |  |
| Ponce 28’ Ponce 67’ van Weert 90+6’ | Marcatori |  |

| Arbitro: | Alexandros Katsikogiannis |

|                                                     |           |                             |
| Ponce 25’ Ponce 26’ Zukanović 43’ (aut.) García 76’ | Marcatori | 45+3’ Bartolo 90’ Miritello |

| Arbitro: | Aliyar Aghayev |

|              |           |              |
| Kędziora 89’ | Marcatori | 47’ Eliasson |

| Arbitro: | Efstathios Gortsilas |

|                                    |           |  |
| García 19’ García 24’ Ljubičić 90’ | Marcatori |  |

| Arbitro: | Ioannis Papadopoulos |

|             |           |                                 |
| Sidcley 64’ | Marcatori | 17’ Vida 41’ Eliasson 63’ Zuber |

| Arbitro: | Dimitrios Maloutas |

|                                                   |           |                           |
| Szymański 15’ Ponce 69’ Ljubičić 74’ Ljubičić 79’ | Marcatori | 35’ Sobociński 45’ Tzimas |

| Arbitro: | Anastasios Sidiropoulos |

|                                                     |           |                                |
| Fetfatzidis 43’ Kike Saverio 49’ Morón 90+7’ (rig.) | Marcatori | 15’ Amrabat 55’ Vida 67’ Ponce |

Classificandosi al 2º posto nella graduatoria della fase regolare, l'AEK Atene si è qualificato per i playoff scudetto.

#### Championship Group
| Arbitro: | Manouhos |

|  |           |                                                 |
|  | Marcatori | 45+2’ Callens 68’ Ponce 88’ García 90+3’ García |

| Arbitro: | Jug |

|                |           |  |
| Eliasson 90+1’ | Marcatori |  |

| Arbitro: | Pereira |

|                             |           |         |
| Bakasetas 32’ Ioannidis 34’ | Marcatori | 5’ Vida |

| Arbitro: | Stieler |

|                           |           |                     |
| Gaćinović 30’ Amrabat 49’ | Marcatori | 62’ Baba 89’ Ozdoev |

| Arbitro: | Manouhos |

|                    |           |  |
| Ponce 9’ Ponce 14’ | Marcatori |  |

| Arbitro: | Vergetis |

|           |           |                        |
| Morón 38’ | Marcatori | 49’ Sidibé 84’ Amrabat |

| Arbitro: | Delajod |

|                                    |           |  |
| Eliasson 7’ Ponce 38’ Eliasson 69’ | Marcatori |  |

| Arbitro: | Schröder |

|                                               |           |                    |
| Konstantelias 3’ Konstantelias 81’ Sastre 90’ | Marcatori | 9’ Pineda 75’ Vida |

| Arbitro: | Stieler |

|                       |           |  |
| Horta 65’ Horta 90+2’ | Marcatori |  |

| Arbitro: | Krogh |

|                                        |           |  |
| Ljubičić 20’ Zuber 40’ Szymański 90+2’ | Marcatori |  |

Concludendo il Championship Group al 2º posto, l'AEK Atene ha ottenuto la qualificazione alla Conference League 2024-2025, a partire dal secondo turno preliminare.

### Kypello Ellados
La partecipazione dell'AEK Atene alla Coppa di Grecia è cominciata a partire dagli ottavi di finale.

#### Ottavi di finale
| Atene 10 gennaio 2024, ore 19:30 Ottavi di finale (andata) | AEK Atene | 0 – 0 referto | Arīs Salonicco | Stadio Agia Sophia (0 spett.)\| Arbitro: \| Matej Jug \| |
| Arbitro:                                                   | Matej Jug |               |                |                                                          |

| Arbitro: | Nikola Dabanović |

|                                             |                      |                             |
| Morón 58’                                   | Marcatori            | 45+1’ Gaćinović             |
| Fabiano Morón Fetfatzidis Darida Verstraete | Tiri di rigore 3 – 4 | Vida van Weert Ponce Pineda |

Dopo i tempi regolamentari, permanendo il risultato aggregato di 1-1, sono stati necessari i calci di rigore dai quali l'AEK Atene è uscito sconfitto, venendo in tal modo eliminato dalla Coppa di Grecia agli ottavi di finale.

### Champions League

#### Terzo turno preliminare
| Arbitro: | João Pinheiro |

|           |           |                            |
| Bulat 39’ | Marcatori | 59’ Zuber 90’ Galanopoulos |

| Arbitro: | Espen Eskås |

|                          |           |                           |
| Araujo 90+2’ Vida 90+10’ | Marcatori | 45+2’ Šutalo 65’ Ljubičić |

Con il risultato aggregato di 4-3, l'AEK Atene ha battuto la Dinamo Zagabria e si è qualificata agli spareggi di Champions League.

#### Spareggi
| Arbitro: | François Letexier |

|             |           |  |
| Janssen 16’ | Marcatori |  |

| Arbitro: | Jesús Gil Manzano |

|            |           |                           |
| Araujo 90’ | Marcatori | 73’ Kerk 90+5’ Balikwisha |

Con il risultato aggregato di 1-3 per mano dell'Anversa, l'AEK è stato eliminato dai preliminari di Champions League. L'AEK si è comunque qualificato per la fase a gironi della Europa League.

### Europa League

#### Fase a gironi
| Arbitro: | Kristo Tohver |

|                               |           |                                    |
| João Pedro 30’ João Pedro 66’ | Marcatori | 11’ Sidibé 40’ Gaćinović 84’ Ponce |

| Arbitro: | Matej Jug |

|          |           |                     |
| Vida 75’ | Marcatori | 30’ (rig.) Bergwijn |

| Arbitro: | Daniel Stefański |

|                                                  |           |            |
| Vitinha 27’ Harit 60’ (rig.) Veretout 69’ (rig.) | Marcatori | 53’ Pineda |

| Arbitro: | Glenn Nyberg |

|  |           |                       |
|  | Marcatori | 25’ Mbemba 90+3’ Sarr |

| Arbitro: | Sandro Schärer |

|  |           |                       |
|  | Marcatori | 55’ (rig.) João Pedro |

| Arbitro: | Craig Pawson |

|                               |           |            |
| Akpom 5’ Taylor 20’ Akpom 56’ | Marcatori | 11’ García |

Classificandosi all'ultimo posto del proprio girone di appartenenza, l'AEK Atene è stato eliminato dalla Europa League.

## Statistiche

### Statistiche di squadra
| Competizione        | Punti | In casa | In casa | In casa | In casa | In casa | In casa | In trasferta | In trasferta | In trasferta | In trasferta | In trasferta | In trasferta | Totale | Totale | Totale | Totale | Totale | Totale | DR  |
| Competizione        | Punti | G       | V       | N       | P       | Gf      | Gs      | G            | V            | N            | P            | Gf           | Gs           | G      | V      | N      | P      | Gf     | Gs     | DR  |
| ------------------- | ----- | ------- | ------- | ------- | ------- | ------- | ------- | ------------ | ------------ | ------------ | ------------ | ------------ | ------------ | ------ | ------ | ------ | ------ | ------ | ------ | --- |
| Souper Ligka Ellada | 78    | 18      | 14      | 4       | 0       | 43      | 11      | 18           | 9            | 5            | 4            | 37           | 24           | 36     | 23     | 9      | 4      | 80     | 35     | +45 |
| Kypello Ellados     | -     | 1       | 0       | 1       | 0       | 0       | 0       | 1            | 0            | 1            | 0            | 1            | 1            | 2      | 0      | 1      | 0      | 1      | 1      | 0   |
| Champions League    | -     | 2       | 0       | 1       | 1       | 3       | 4       | 2            | 1            | 0            | 1            | 2            | 2            | 4      | 1      | 1      | 2      | 5      | 6      | -1  |
| Europa League       | 4     | 3       | 0       | 1       | 2       | 1       | 4       | 3            | 1            | 0            | 2            | 5            | 8            | 6      | 1      | 1      | 4      | 6      | 12     | -6  |
| Totale              | -     | 24      | 14      | 7       | 3       | 47      | 19      | 24           | 11           | 6            | 7            | 45           | 35           | 48     | 25     | 12     | 10     | 92     | 54     | +38 |

### Andamento in campionato

#### Souper Ligka Ellada
Nota: dalla 27ª giornata, i risultati e la posizione in classifica fanno riferimento ai playoff.
| Giornata  | 1 | 2 | 3 | 4 | 5 | 6 | 7 | 8 | 9 | 10 | 11 | 12 | 13 | 14 | 15 | 16 | 17 | 18 | 19 | 20 | 21 | 22 | 23 | 24 | 25 | 26 | 27 | 28 | 29 | 30 | 31 | 32 | 33 | 34 | 35 | 36 |
| --------- | - | - | - | - | - | - | - | - | - | -- | -- | -- | -- | -- | -- | -- | -- | -- | -- | -- | -- | -- | -- | -- | -- | -- | -- | -- | -- | -- | -- | -- | -- | -- | -- | -- |
| Luogo     | C | C | T | C | T | C | T | T | C | T  | C  | T  | C  | T  | T  | C  | T  | C  | T  | C  | C  | T  | C  | T  | C  | T  | T  | C  | T  | C  | C  | T  | C  | T  | T  | C  |
| Risultato | V | N | V | N | V | V | P | V | V | N  | V  | V  | V  | N  | N  | V  | V  | N  | V  | V  | V  | N  | V  | V  | V  | N  | V  | V  | P  | N  | V  | V  | V  | P  | P  | V  |
| Posizione | 3 | 4 | 3 | 3 | 3 | 3 | 4 | 4 | 3 | 3  | 3  | 3  | 2  | 4  | 4  | 3  | 3  | 3  | 3  | 2  | 2  | 3  | 1  | 1  | 1  | 2  | 1  | 1  | 2  | 2  | 2  | 1  | 1  | 1  | 2  | 2  |

Legenda:

Luogo: C = Casa; T = Trasferta. Risultato: R = Rinviata; V = Vittoria; N = Pareggio; P = Sconfitta.

### Statistiche individuali
| Giocatore       | Souper Ligka Ellada | Souper Ligka Ellada | Souper Ligka Ellada | Souper Ligka Ellada | Kypello Ellados | Kypello Ellados | Kypello Ellados | Kypello Ellados | Champions League | Champions League | Champions League | Champions League | Europa League | Europa League | Europa League | Europa League | Totale   | Totale | Totale      | Totale     |
| Giocatore       | Presenze            | Reti                | Ammonizioni         | Espulsioni          | Presenze        | Reti            | Ammonizioni     | Espulsioni      | Presenze         | Reti             | Ammonizioni      | Espulsioni       | Presenze      | Reti          | Ammonizioni   | Espulsioni    | Presenze | Reti   | Ammonizioni | Espulsioni |
| --------------- | ------------------- | ------------------- | ------------------- | ------------------- | --------------- | --------------- | --------------- | --------------- | ---------------- | ---------------- | ---------------- | ---------------- | ------------- | ------------- | ------------- | ------------- | -------- | ------ | ----------- | ---------- |
| N. Amrabat      | 27                  | 6                   | 2                   | 0                   | 2               | 0               | 0               | 0               | 4                | 0                | 0                | 0                | 6             | 0             | 3             | 0             | 39       | 6      | 5           | 0          |
| S. Araujo       | 25                  | 1                   | 3                   | 0                   | 2               | 0               | 0               | 0               | 4                | 2                | 0                | 0                | 4             | 0             | 1             | 0             | 35       | 3      | 4           | 0          |
| G. Athanasiadis | 13                  | -14                 | 2                   | 0                   | 2               | -1              | 1               | 0               | 1                | -1               | 0                | 0                | 3             | -7            | 0             | 0             | 19       | -23    | 3           | 0          |
| A. Callens      | 25                  | 2                   | 7                   | 0                   | 0               | 0               | 0               | 0               | 0                | 0                | 0                | 0                | 0             | 0             | 0             | 0             | 25       | 2      | 7           | 0          |
| K. Chrysopoulos | 1                   | 0                   | 0                   | 0                   | 0               | 0               | 0               | 0               | 0                | 0                | 0                | 0                | 0             | 0             | 0             | 0             | 1        | 0      | 0           | 0          |
| N. Eliasson     | 36                  | 8                   | 2                   | 0                   | 1               | 0               | 0               | 0               | 4                | 0                | 0                | 0                | 6             | 0             | 1             | 0             | 47       | 8      | 3           | 0          |
| P. Fernandes    | 8                   | 0                   | 0                   | 0                   | 1               | 0               | 0               | 0               | 0                | 0                | 0                | 0                | 0             | 0             | 0             | 0             | 9        | 0      | 0           | 0          |
| M. Gaćinović    | 26                  | 3                   | 9                   | 0                   | 2               | 1               | 0               | 0               | 3                | 0                | 0                | 0                | 4             | 1             | 4             | 1             | 35       | 5      | 13          | 1          |
| K. Galanopoulos | 14                  | 0                   | 4                   | 0                   | 0               | 0               | 0               | 0               | 2                | 1                | 0                | 0                | 3             | 0             | 0             | 0             | 19       | 1      | 4           | 0          |
| L. García       | 20                  | 13                  | 0                   | 0                   | 1               | 0               | 0               | 0               | 3                | 0                | 0                | 0                | 3             | 1             | 0             | 0             | 27       | 14     | 0           | 0          |
| E. Hajsafi      | 19                  | 0                   | 2                   | 0                   | 0               | 0               | 0               | 0               | 4                | 0                | 1                | 0                | 6             | 0             | 0             | 0             | 29       | 0      | 3           | 0          |
| J. Jønsson      | 31                  | 2                   | 4                   | 0                   | 2               | 0               | 0               | 0               | 4                | 0                | 0                | 0                | 4             | 0             | 1             | 0             | 41       | 2      | 5           | 0          |
| R. Ljubičić     | 11                  | 3                   | 1                   | 0                   | 0               | 0               | 0               | 0               | 0                | 0                | 0                | 0                | 0             | 0             | 0             | 0             | 11       | 3      | 1           | 0          |
| P. Mantalos     | 28                  | 1                   | 4                   | 1                   | 1               | 0               | 1               | 0               | 4                | 0                | 2                | 0                | 6             | 0             | 1             | 0             | 39       | 1      | 8           | 1          |
| G. Mītoglou     | 13                  | 0                   | 1                   | 0                   | 2               | 0               | 1               | 0               | 0                | 0                | 0                | 0                | 1             | 0             | 1             | 0             | 16       | 0      | 3           | 0          |
| H. Moukoudi     | 10                  | 1                   | 1                   | 0                   | 0               | 0               | 0               | 0               | 4                | 0                | 1                | 0                | 5             | 0             | 1             | 0             | 19       | 1      | 3           | 0          |
| S. Pilios       | 11                  | 0                   | 1                   | 0                   | 2               | 0               | 1               | 0               | 0                | 0                | 0                | 0                | 0             | 0             | 0             | 0             | 13       | 0      | 2           | 0          |
| O. Pineda       | 33                  | 3                   | 1                   | 0                   | 2               | 0               | 0               | 0               | 4                | 0                | 1                | 0                | 5             | 1             | 1             | 0             | 44       | 4      | 3           | 0          |
| R. Pizarro      | 16                  | 0                   | 2                   | 0                   | 2               | 0               | 1               | 0               | 2                | 0                | 0                | 0                | 2             | 0             | 0             | 0             | 22       | 0      | 3           | 0          |
| E. Ponce        | 29                  | 14                  | 1                   | 0                   | 2               | 0               | 0               | 0               | 2                | 0                | 0                | 0                | 5             | 1             | 2             | 0             | 38       | 15     | 3           | 0          |
| V. Radonja      | 2                   | 0                   | 0                   | 0                   | 0               | 0               | 0               | 0               | 0                | 0                | 0                | 0                | 0             | 0             | 0             | 0             | 2        | 0      | 0           | 0          |
| L. Rota         | 22                  | 2                   | 7                   | 0                   | 1               | 0               | 1               | 0               | 2                | 0                | 0                | 0                | 3             | 0             | 1             | 0             | 28       | 2      | 9           | 0          |
| D. Sidibé       | 17                  | 1                   | 0                   | 1                   | 2               | 0               | 1               | 0               | 2                | 0                | 0                | 0                | 4             | 1             | 2             | 0             | 25       | 2      | 3           | 1          |
| C. Stanković    | 23                  | -21                 | 0                   | 0                   | 0               | 0               | 0               | 0               | 3                | -5               | 0                | 0                | 4             | -5            | 0             | 1             | 30       | -31    | 0           | 1          |
| D. Szymański    | 26                  | 2                   | 11                  | 0                   | 1               | 0               | 0               | 0               | 4                | 0                | 1                | 0                | 6             | 0             | 1             | 0             | 37       | 2      | 13          | 0          |
| T. van Weert    | 6                   | 1                   | 0                   | 0                   | 1               | 0               | 0               | 0               | 0                | 0                | 0                | 0                | 0             | 0             | 0             | 0             | 7        | 1      | 0           | 0          |
| D. Vida         | 29                  | 6                   | 5                   | 0                   | 1               | 0               | 0               | 0               | 4                | 1                | 0                | 0                | 5             | 1             | 2             | 0             | 39       | 8      | 7           | 0          |
| Zini            | 11                  | 0                   | 0                   | 0                   | 0               | 0               | 0               | 0               | 0                | 0                | 0                | 0                | 0             | 0             | 0             | 0             | 11       | 0      | 0           | 0          |
| S. Zuber        | 31                  | 7                   | 4                   | 0                   | 2               | 0               | 0               | 0               | 4                | 1                | 0                | 0                | 5             | 0             | 1             | 0             | 42       | 8      | 5           | 0          |
| M. Mohammadi    | 10                  | 1                   | 1                   | 0                   | 0               | 0               | 0               | 0               | 0                | 0                | 0                | 0                | 4             | 0             | 1             | 0             | 14       | 1      | 2           | 0          |